# Горбатий Павло Анастасович
Павло́ Анаста́сович Горба́тий (нар. 25 жовтня 1890, м. Бар (тепер Вінницької області України) — 25 червня 1961, м. Київ) — український радянський педагог, методист у галузі математики. Заслужений вчитель Української РСР (з 1941). Лауреат премії ім. К. Д. Ушинського (1955).

## Біографія
Задовго до Жовтневої революції закінчив учительську семінарію. Педагогічну діяльність почав в 1905 року в с. Шпирки учителем "школи грамоти".
У 1917 році вступив до Харківського інституту народної освіти. В листопаді 1918 року був обраний командиром партизанського загону.  З 1923 року працював директором Барської трудової школи. У 1930 закінчив Харківський інститут народної освіти. 
У 1933 році переїжджає до Києва,  працює учителем математики у школі № 33. Завідував кабінетом математики Київського інституту удосконалення вчителів, науковий працівник Українського науково-дослідного інституту педагогіки. 
У 1934 році одержав диплом Московського інженерного педагогічного інституту, де заочно навчався на відділенні теоретичної механіки.
У роки Другої світової війни проживав в селі Уварово Тамбовської області Росії. Працював директором і вчителем математики середньої школи № 3.
Автор понад 40 друкованих праць з методики викладання математики в школі, серед них «Із досвіду викладання математики в школі» (премія ім. К. Д. Ушинського, (1955)), «Уроки по вивченню логарифмічної лінійки в середній школі» (1959).
П.А. Горбатого було нагороджено орденом Леніна і присвоєно звання "Заслужений учитель УРСР" (1941).